# Pheidole mendicula
Pheidole mendicula är en myrart som beskrevs av Wheeler 1925. Pheidole mendicula ingår i släktet Pheidole och familjen myror. Inga underarter finns listade i Catalogue of Life.

## Bildgalleri